# Бужина Ірина Вячеславівна
Ірина Вячеславівна Бужина (1959 р.н., м. Одеса, Одеська область, Україна) – український науковець, доктор педагогічних наук, професор, професорка кафедри психології та педагогіки
Одеського державного університету внутрішніх справ.

## Життєпис
Народилась у 1959 році м.Одеса, Одеська область, Україна

## Здобуття вищої освіти
У 1984 році закінчила музично-педагогічний факультет Одеського державного педагогічного інституту імені К.Д.Ушинського (Південноукраїнський національний педагогічний університет імені К. Д. Ушинського) за спеціальністю «Музика та співи».

## Відомості про працю
З 1978 по 1981 рік працювала викладачем по класу фортепіано в Великодолинському ДМШ.
З 1981 року – викладач по класу фортепіано Одеська ДМШ№2 ім. А.К. Глазунова.
З 1984 по 1989 рік – викладач по класу музики та співу школа №47.
З 1989 по 1994 рік – викладач кафедри музики в Одеському педагогічному інституті імені К.Д.Ушинського (Південноукраїнський національний педагогічний університет імені К. Д. Ушинського).
З 1994 по 2023 рік – професор кафедри сімейної та соціальної психології у Південноукраїнському національному педагогічному університеті імені К.Д.Ушинського.
У 2023 році прийнята на посаду професора в Одеський державний університет внутрішніх справ.

## Наукова діяльність
У 1994 році закінчила аспірантуру та захистила кандидатську дисертацію на тему «Формування духовної культури молодших школярів» зі спеціальності 13.00.01 – теорія та історія педагогіки.
У 1999 році отримала звання доцента. Диплом ДЦ АЕ №001778 02.11.1999.
У 2004 році захистила докторську дисертацію на тему «Теорія і практика підготовки майбутніх вчителів до формування гуманістичних відносин молодших школярів» зі спеціальності 13.00.04 – теорія та методика професійної освіти, диплом ДД №004810 від 19.01.2006.
У 2008 році отримала звання професора, диплом 12 ПР №005416 від 03.07.2008. З 14 вересня 2023 – професорка кафедри психології та педагогіки Одеського державного університету внутрішніх справ.
Викладає дисципліни: «Педагогіка», «Педагогічна компетентність викладача ЗВО».
Науковий доробок відображено у понад 160 наукових та навчально–методичних публікаціях.
Має статті в фахових виданнях України та за кордоном, Scopus та Web of Since.

## Нагороди та відзнаки
Нагороджена знаком «Відмінник освіти України», посвідчення №85161, наказ від 13 травня 2009р.
Нагороджена почесною грамотою Міністерства освіти і науки України «За особистий внесок у підготовку висококваліфікованих спеціалістів, плідну науково-педагогічну діяльність та з нагоди 190 річниці університету».